# سيرجيو غوتيريز برييتو
سيرجيو غوتيريز برييتو هو سياسي إسباني، ولد في 11 يوليو 1982 في إسكالونا في إسبانيا. نشط حزبياً في الحزب الاشتراكي العمالي الإسباني.

## مناصب
- في انتخابات مجلس النواب الإسباني في نوفمبر 2019 ‏، انتخب عضو مجلس النواب الإسباني  [لغات أخرى]‏ عن دائرة طليطلة [الإنجليزية]‏ لترشحه ضمن قائمة الحزب الاشتراكي العمالي الإسباني، وقد انضم خلال فترته النيابية [الإنجليزية]‏ (3 ديسمبر 2019 – ) للكتلة البرلمانية الكتلة الإشتراكية البرلمانية  [لغات أخرى]‏.
- في انتخابات مجلس النواب الإسباني 2019 ‏، انتخب عضو مجلس النواب الإسباني  [لغات أخرى]‏ عن دائرة طليطلة [الإنجليزية]‏ وقد انضم خلال فترته النيابية [الإنجليزية]‏ (13 مايو 2019 – ) للكتلة البرلمانية الكتلة الإشتراكية البرلمانية  [لغات أخرى]‏.
- انتخب General Secretary of the Socialist Youth of Spain ‏ (2007 – 2012).
- انتخب عضو في البرلمان الأوروبي عن دائرة إسبانيا لترشحه ضمن قائمة الحزب الاشتراكي العمالي الإسباني، وقد انضم خلال فترته النيابية (19 يوليو 2010 – 30 يونيو 2014) للكتلة البرلمانية التحالف التقدمي للاشتراكيين والديمقراطيين.
- في انتخابات البرلمان الأوروبي 2014، انتخب عضو في البرلمان الأوروبي عن دائرة إسبانيا لترشحه ضمن قائمة الحزب الاشتراكي العمالي الإسباني، وقد انضم خلال فترته النيابية (1 يوليو 2014 – 20 مايو 2019) للكتلة البرلمانية التحالف التقدمي للاشتراكيين والديمقراطيين.

## وصلات خارجية
- الموقع الرسمي